# 乌榄
乌榄（学名：Canarium pimela）是橄榄科橄榄属的植物。分布于柬埔寨、老挝、越南以及中国大陆的云南、广西、海南、广东等地，生长于海拔540米至1,280米的地区，一般生长在杂木林内，目前尚未由人工引种栽培。

## 别名
木威子（金楼子、本草拾遗） 黑榄（广东）